# Regio VI (Pompeia)
Llista dels monuments presents a la Regio VI de les excavacions arqueològiques de Pompeia. Comprèn l'extrem nord-occidental de la ciutat. Està limitada al nord per la muralla, des de la porta del Vesuvi fins a la d'Herculà; al sud per la via de la Fortuna i la via de les Termes, a l'est per la via del Vesuvi i a l'oest també per la muralla.

Plànol de Pompeia, amb les distintes regiones o districtes en què estava dividida
Plànol de Pompeia on es ressenyen (en anglès) els principals edificis i vies urbanes
Mapa de situació de la Pompeia romana, on es veu l'àrea afectada per l'erupció del Vesuvi del 79

## Insula 1
| Pos. | Imatge | Nom                             | Descripció | Ref. |
| ---- | ------ | ------------------------------- | --- | ---- |
| 1    | -      | Casa del Triclini               | Situada prop de la Porta d'Hèrcules, va ser parcialment explorada entre el 1770 i el 1787. El que en queda és un munt de runes, en part destruïdes per una bomba el 1943 i en part per un esfondrament que es va produir el 1982. Probablement la casa va servir d'alberg, i en són visibles les restes del triclini amb una petita edificació votiva. |      |
| 2    | -      | Caupona                         | - |      |
| 3    | -      | Accés a la planta superior      | - |      |
| 4    | -      | Hostal                          | - |      |
| 5    | -      | Popina                          | - |      |
| 6    | -      | Entrada secundària (VI.1.7.)    | - |      |
| 7    |        | Casa de les Vestals             | Es tracta d'una casa de més de 1.000 m². A l'atri es troba l'impluvium decorat en marbre i les restes del paviment de mosaic, que en algunes parts reprodueix dissenys geomètrics. El jardí està ben conservat, amb un peristil i al centre dues piscines, ambdues pintades de color blau. Les restes de frescos, sobretot del quart estil pompeià, són visibles en diferents sales, mentre que les més ben conservades es troben al Museu Arqueològic de Nàpols. |      |
| 8    | -      | Entrada secundària (VI.1.7.)    | - |      |
| 9    | -      | Botiga                          | - |      |
| 10   | -      | Casa del Cirurgià               | Data del segle iii aC, tot i que al llarg dels anys ha sofert dues restauracions importants, i s'anomena així perquè s'hi van descobrir nombrosos objectes mèdics, com ara sondes i bisturís. Els murs interiors estan construïts amb opus africanus, mentre que les úniques obres decoratives encara presents són una sèrie de frescos en una sala amb finestres, prop del jardí, del primer i el quart estils pompeians.                                        |      |
| 11   | -      | Accés a la planta superior      | - |      |
| 12   | -      | Botiga                          | - |      |
| 13   | -      | Cantonada amb estable           | - |      |
| 14   | -      | Fàbrica de sabó                 | - |      |
| 15   | -      | Botiga                          | - |      |
| 16   | -      | Accés a la planta superior      | - |      |
| 17   | -      | Thermopolium i popina d'Aciscle | - |      |
| 18   | -      | Thermopolium i popina de Febe   | - |      |
| 19   | -      | Pou públic                      | - |      |
| 20   | -      | Entrada secundària (VI.1.18.)   | - |      |
| 21   | -      | Entrada secundària (VI.1.14.)   | - |      |
| 22   | -      | Estable                         | - |      |
| 23   | -      | Entrada secundària (VI.1.10.)   | - |      |
| 24   | -      | Entrada secundària (VI.1.17.)   | - |      |
| 25   | -      | Casa del Salve                  | - |      |
| 26   | -      | Entrada secundària (VI.1.7.)    | - |      |

## Insula 2
| Pos. | Imatge | Nom                           | Descripció | Ref. |
| ---- | ------ | ----------------------------- | --- | ---- |
| 1    | -      | Thermopolium                  | - |      |
| 2    | -      | Botiga                        | - |      |
| 3    | -      | Botiga                        | - |      |
| 4    | -      | Casa de Sal·lusti             | Deu el nom a una inscripció electoral trobada a la façana principal. La casa data del segle iii aC i pertanyia a Cossus Libà i en el darrer període s'hi va afegir un pis superior i es va transformar en hostal. Presenta decoracions del primer estil pompeià a l'atri, al tablinum i en un dormitori. També hi ha un peristil on hi ha un fresc del mite de Diana i Acteó.                                                                   |      |
| 5    | -      | Thermopolium i caupona        | - |      |
| 6    |        | Forn de pa                    | - |      |
| 7    | -      | Botiga                        | - |      |
| 8    | -      | Accés a la planta superior    | - |      |
| 9    | -      | Accés a la planta superior    | - |      |
| 10   | -      | Casa sense nom                | - |      |
| 11   | -      | Casa sense nom                | - |      |
| 12   | -      | Casa sense nom                | - |      |
| 13   | -      | Casa sense nom                | - |      |
| 14   | -      | Casa de les Amazones          | També anomenada Casa d'Isis i Osiris, fou excavada el 1810 i fa una mica més de 150 m². A l'atri hi ha les restes d'un impluvium i un larari, on hi havia la representació pictòrica de diversos déus egipcis. Hi ha restes de decoracions en diverses sales, sobretot al triclini, tant en forma de pintura (del quart estil), com la representació d'Ariadna i diverses figures femenines, com també al paviment, és a dir restes de mosaics. |      |
| 15   | -      | Entrada secundària (VI.2.22.) | - |      |
| 16   | -      | Casa de Narcís                | Va ser explorada el 1811 i el 1818. Té la planta regular, amb un atri amb impluvium de marbre, del qual són visibles poques restes, un jardí amb peristil amb quatre columnes a les cantonades, una cuina amb llar i potser una latrina. Encara es conserven traces del mosaic, utilitzat tant com a paviment com en seccions de les parets. |      |
| 17   | -      | Casa d'Isis                   | Va ser explorada entre el 1787 i el 1818, i va ser greument danyada durant els bombardeigs de 1943. Presenta un atri amb impluvium i les restes d'una cisterna amb un brocal de pou. Al triclini es conserven rastres de decoracions del tercer estil pompeià. |      |
| 18   | -      | Estable                       | - |      |
| 19   | -      | Hospici                       | - |      |
| 20   | -      | Hospici                       | - |      |
| 21   | -      | Entrada secundària (VI.2.16.) | - |      |
| 22   | -      | Casa de M. Pupi               | També anomenada Casa d'Apol·lo o Casa de la Ballarina, va ser excavada del 1811 al 1840. Té la planta irregular, amb restes del paviment i de l'arrebossat al passadís d'entrada, així com a l'atri. A diverses sales hi ha rastres de decoracions del tercer estil pompeià, incloent-hi un fresc que representa un silè que abraça una mènade, mentre que al peristil també s'ha conservat la fornícula del larari.                            |      |
| 23   | -      | Botiga                        | - |      |
| 24   | -      | Casa de Narcís                | També anomenada Casa de Cosii, fou excavada el 1812. Té dos bancs de maçoneria als costats de l'entrada, sobre els quals es podia seure. La casa té un traçat irregular, amb un atri amb tres habitacions al voltant, cuina, les restes d'una escala que porta al pis superior i molt poques restes de decoracions pictòriques. |      |
| 25   | -      | Casa sense nom                | - |      |
| 26   | -      | Casa amb botiga               | - |      |
| 27   | -      | Casa sense nom                | - |      |
| 28   | -      | Hospici                       | - |      |
| 29   | -      | Casa sense nom                | - |      |
| 30   | -      | Entrada secundària (VI.2.4.)  | - |      |
| 31   | -      | Entrada secundària (VI.2.4.)  | - |      |
| 32   | -      | Entrada secundària (VI.2.1.)  | - |      |

## Insula 3
| Pos. | Imatge | Nom                           | Descripció | Ref. |
| ---- | ------ | ----------------------------- | --- | ---- |
| 1    | -      | Botiga                        | - |      |
| 2    | -      | Accés a la planta superior    | - |      |
| 3    |        | Casa del Forn                 | Data del segle ii aC i es va restaurar després del terratrèmol de Pompeia del 62. En el moment de l'erupció del Vesuvi del 79 encara no estaven acabades les obres. Precisament després del terratrèmol, la zona residencial es va traslladar a la planta superior, mentre que la inferior es va convertir en una fleca. De fet hi ha el forn de coure el pa, la mola de molí i la cuina. La casa té un jardí amb una estable, on es va trobar l'esquelet d'una mula. |      |
| 4    | -      | Botiga                        | - |      |
| 5    | -      | Botiga                        | - |      |
| 6    | -      | Botiga                        | - |      |
| 7    | -      | Casa de la Música             | Es diu així perquè a l'interior es van trobar frescos que representaven nombrosos instruments musicals. Es caracteritza per un atri impluvium i larari, originalment decorat i recobert d'estuc vermell, un tablinum i un peristil. Entre les diverses obres que s'hi van trobar hi ha un cap de lleó de marbre, utilitzat com a font, i frescos com el de la profecia de Cassandra o l'abandonament de Dido.                                                         |      |
| 8    | -      | Botiga                        | - |      |
| 9    | -      | Botiga                        | - |      |
| 10   | -      | Casa d'Esveti                 | També es va utilitzar com a botiga. De fet, té un gran pati d'entrada amb les restes d'un larari al centre. Entre les diverses sales, s'hi pot reconèixer una cuina amb latrina, el dormitori i un laboratori. No hi ha restes d'ornaments. |      |
| 11   | -      | Accés a la planta superior    | - |      |
| 12   | -      | Casa amb botiga               | - |      |
| 13   | -      | Accés a la planta superior    | - |      |
| 14   | -      | Accés a la planta superior    | - |      |
| 15   | -      | Casa amb botiga               | - |      |
| 16   | -      | Accés a la planta superior    | - |      |
| 17   | -      | Casa amb botiga               | - |      |
| 18   | -      | Taverna de Fortuna            | - |      |
| 19   | -      | Taverna de Fortunata          | - |      |
| 20   | -      | Taverna de Fortunata          | - |      |
| 21   | -      | Casa sense nom                | - |      |
| 22   | -      | Entrada secundària (IV.3.22.) | - |      |
| 23   | -      | Accés a la planta superior    | - |      |
| 24   | -      | Botiga                        | - |      |
| 25   | -      | Entrada secundària (IV.3.7.)  | - |      |
| 26   | -      | Entrada secundària (IV.3.7.)  | - |      |
| 27   | -      | Forn de pa                    | - |      |
| 28   | -      | Estable                       | - |      |

## Insula 4
| Pos. | Imatge | Nom                          | Descripció | Ref. |
| ---- | ------ | ---------------------------- | ---------- | ---- |
| 1    | -      | Botiga                       | -          |      |
| 2    | -      | Accés a la planta superior   | -          |      |
| 3    | -      | Botiga                       | -          |      |
| 4    | -      | Hospici                      | -          |      |
| 5    | -      | Botiga                       | -          |      |
| 6    | -      | Botiga                       | -          |      |
| 7    | -      | Botiga                       | -          |      |
| 8    | -      | Botiga                       | -          |      |
| 9    | -      | Entrada secundària (VI.4.8.) | -          |      |
| 10   | -      | Casa sense nom               | -          |      |
| 11   | -      | Botiga                       | -          |      |

## Insula 5
| Pos. | Imatge | Nom                                | Descripció | Ref. |
| ---- | ------ | ---------------------------------- | --- | ---- |
| 1    | -      | Accés a la planta superior         | - |      |
| 2    | -      | Botiga                             | - |      |
| 3    | -      | Casa de Neptú                      | Va ser excavada el 1843 i bombardejada durant la Segona Guerra Mundial, el 1943. El rebedor té un impluvium de marbre, al centre del qual es va trobar l'estàtua d'un silè, així com diversos amorets de bronze i un pedestal de marbre. A les parets de les diverses sales es conserven rastres de pintures, especialment en una habitació, on, a més dels frescos, també s'ha conservat el mosaic del paviment. |      |
| 4    | -      | Casa sense nom                     | - |      |
| 5    | -      | Casa del Gran Duc Miquel de Rússia | També anomenada Casa dels Vasos de Vidre, es va explorar entre 1837 i 1844 i entre el 2005 i el 2011. Aquest darrer període d'excavacions es va centrar en el que hi havia per sota de la construcció enterrada per l'erupció de 79. La casa té un atri amb impluvium, un jardí amb quatre columnes que servia de pèrgola i unes semicolumnes decoratives al mur del perímetre.                                   |      |
| 6    | -      | Botiga                             | - |      |
| 7    | -      | Jardí                              | - |      |
| 8    | -      | Casa sense nom                     | - |      |
| 9    | -      | Casa sense nom                     | - |      |
| 10   | -      | Entrada secundària (VI.5.9.)       | - |      |
| 11   | -      | Accés a la planta superior         | - |      |
| 12   | -      | Thermopolium i caupona de Modest   | - |      |
| 13   | -      | Casa de Modest                     | - |      |
| 14   | -      | Casa sense nom                     | - |      |
| 15   | -      | Forn de pa                         | - |      |
| 16   | -      | Casa de Faventí                    | Va ser excavada al segle xix i el 1976. Hi ha grafits a la façana principal, mentre que a l'interior hi ha l'atri amb impluvium i cisterna, restes d'una escala que porta al pis superior i un tablinum amb viridarium. Es poden trobar restes de pintures en algunes sales com l'oecus (pintat i amb parets de color groc) i en un dormitori (amb les parets vermelles).                                         |      |
| 17   | -      | Casa de la Columna Etrusca         | S'anomena així per la presència d'una columna etrusca a la paret de l'atri, que els propietaris de la casa van utilitzar com a decoració. No obstant això, no hi ha signes de decoració a la casa, excepte en un lararium, on alguns estudis han confirmat la presència de tres capes d'estuc. |      |
| 18   | -      | Accés a la planta superior         | - |      |
| 19   | -      | Casa de les Flors                  | També anomenada Casa del Senglar o Casa dels Tres Patis, va ser excavada diverses vegades entre 1808 i 1844. De dimensions modestes, la casa només mostra algunes traces de pintura en una sala en un racó de l'atri, amb frescos de motius geomètrics. |      |
| 20   | -      | Entrada secundària (VI.5.8.)       | - |      |
| 21   | -      | Entrada secundària (VI.5.5.)       | - |      |
| 22   | -      | Entrada secundària (VI.5.3.)       | - |      |

## Insula 6
| Pos. | Imatge | Nom                           | Descripció | Ref.                                  |
| ---- | ------ | ----------------------------- | --- | ------------------------------------- |
| 1    |        | Casa de Pansa                 | Va pertànyer a un ric comerciant de la Campània, Alleius Nigidius Maius, tot i que en els darrers anys es va llogar. Probablement construïda entre el 120 i el 140 aC, es van trobar capitells d'ordre jònic al jardí. L'entrada, l'atri i el tablinum estan situats en un eix. La particularitat de la casa és la pavimentació de pedres de colors que adornen la vorera del davant i el vestíbul. | Arxivat 2014-01-07 a Wayback Machine. |
| 2    | -      | Botiga                        | - |                                       |
| 3    | -      | Botiga                        | - |                                       |
| 4    | -      | Forn de pa                    | - |                                       |
| 5    | -      | Entrada secundària (VI.6.4.)  | - |                                       |
| 6    | -      | Accés a la planta superior    | - |                                       |
| 7    | -      | Casa sense nom                | - |                                       |
| 8    | -      | Entrada secundària (VI.6.6.)  | - |                                       |
| 9    | -      | Casa sense nom                | - |                                       |
| 10   | -      | Casa sense nom                | - |                                       |
| 10a  | -      | Accés a la planta superior    | - |                                       |
| 11   | -      | Estable                       | - |                                       |
| 12   | -      | Entrada secundària (VI.6.1.)  | - |                                       |
| 13   | -      | Entrada secundària (VI.6.1.)  | - |                                       |
| 14   | -      | Casa sense nom                | - |                                       |
| 15   | -      | Casa sense nom                | - |                                       |
| 16   | -      | Casa sense nom                | - |                                       |
| 17   | -      | Casa amb forn de pa           | - |                                       |
| 18   | -      | Accés a la planta superior    | - |                                       |
| 19   | -      | Accés a la planta superior    | - |                                       |
| 20   | -      | Entrada secundària (VI.6.17.) | - |                                       |
| 21   | -      | Forn de pa                    | - |                                       |
| 22   | -      | Botiga                        | - |                                       |
| 23   | -      | Botiga                        | - |                                       |

## Insula 7
| Pos. | Imatge | Nom                           | Descripció | Ref. |
| ---- | ------ | ----------------------------- | --- | ---- |
| 1    | -      | Casa sense nom                | - |      |
| 2    | -      | Accés a la planta superior    | - |      |
| 3    | -      | Casa de l'Atri Tetràstil      | Presenta un atri de tipus tetràstil i un impluvium, al voltant dels quals, entre els petits canals, es va recrear un petit jardí. A la mateixa habitació, sota un larari, també es va trobar el grafit d'un alfabet fet per un nen. Hi ha diverses sales on es conserva l'arrebossat, sobretot en una amb un fresc que representa Aquil·les i Pàtrocle.                                               |      |
| 4    | -      | Accés a la planta superior    | - |      |
| 5    | -      | Botiga                        | - |      |
| 6    | -      | Casa d'Hèrcules               | Va ser explorada el 1835 i restaurada el 1976. Conserva restes de la decoració vermella de la paret, tant a la façana com al passadís d'entrada. A l'atri es pot veure l'impluvium i un larari ambedicle on es conserven restes de la figura sagrada. Es poden trobar restes de pintura a moltes habitacions, mentre que en altres s'ha perdut, com una que representava Júpiter, Bacus i Venus.      |      |
| 7    | -      | Casa sense nom                | - |      |
| 8    |        | Botiga                        | - |      |
| 9    |        | Casa de Tul·li                | - |      |
| 10   |        | Botiga                        | - |      |
| 11   |        | Botiga                        | - |      |
| 12   |        | Accés a la planta superior    | - |      |
| 13   |        | Botiga                        | - |      |
| 14   | -      | Ingresso per piano secondario | - |      |
| 15   |        | Casa del Duc d'Aumale         | - |      |
| 16   |        | Casa de Mercuri               | - |      |
| 17   | -      | Accés a la planta superior    | - |      |
| 18   |        | Casa de M. Asel·lí            | També anomenada Casa d'Adonis, s'anomena així per la descoberta d'un segell amb el nom de M. Asellini, així com per la presència d'un fresc al peristil que representa Adonis ferit. Té un atri amb restes d'un impluvium de marbre i un jardí amb peristil, envoltat de diverses sales on es conserven les principals decoracions pictòriques de la casa.                                            |      |
| 19   |        | Casa d'Ínac i Io              | També anomenada Casa de Fabi Tirà i Iarí, va ser excavada el 1836 i restaurada el 1978. És una casa de planta regular, amb un atri i un petit jardí amb restes de columnes en dos dels costats. S'han conservat alguns rastres de l'arrebossat, encara que s'han perdut nombrosos frescos amb el temps. Tanmateix, la troballa més interessant de la casa van ser 64 peces de coberteria d'argent.    |      |
| 20   |        | Casa de l'Argenteria          | També anomenada Casa dels Vasos d'Argent, rep aquest nom perquè el 23 de març de 1835 s'hi van trobar diverses peces d'argent, com vasos i tasses, completament decorats. La casa té la planta regular, i les columnes del peristil s'han conservat bé al jardí. En algunes habitacions hi ha nombroses traces de frescos, com una representació d'Apol·lo, i algunes s'han esvaït pel pas del temps. |      |
| 21   |        | Entrada secundària (VI.7.20)  | - |      |
| 22   |        | Botiga                        | - |      |
| 23   |        | Casa d'Apol·lo                | Probablement va pertànyer a A. Herenuleius Communis, gràcies al descobriment d'un segell. El tablinum va ser decorat amb estàtues d'Apol·lo i un faune durant la caça d'un cérvol, així com una pintura de Venus. Un dormitori vora el jardí té un mosaic amb les figures d'Ulisses i Aquil·les disfressat i frescos relacionats amb Apol·lo.                                                         |      |
| 24   | -      | Accés a la planta superior    | - |      |
| 25   |        | Casa sense nom                | - |      |
| 26   |        | Estable                       | - |      |

## Insula 8
| Pos. | Imatge | Nom                           | Descripció | Ref. |
| ---- | ------ | ----------------------------- | --- | ---- |
| 1    | -      | Entrada secundària (VI.8.22.) | - |      |
| 2    | -      | Entrada secundària (VI.8.20.) | - |      |
| 3    | -      | Entrada secundària (VI.8.5.)  | - |      |
| 4    | -      | Botiga                        | - |      |
| 5    |        | Casa del Poeta Tràgic         | Va ser excavada entre 1824 i 1825 i és més petita que les altres cases grans de Pompeia. A l'entrada hi ha un mosaic amb la inscripció Cave Canem. A l'interior hi havia diversos frescos que es van arrencar i es conserven al Museu Nacional de Nàpols, com una escena d'assaigs teatrals (d'on pren el nom la casa), o episodis de la Ilíada.                                                                                            |      |
| 6    | -      | Botiga                        | - |      |
| 7    | -      | Accés a la planta superior    | - |      |
| 8    | -      | Thermopolium                  | - |      |
| 9    |        | Thermopolium                  | - |      |
| 10   | -      | Accés a la planta superior    | - |      |
| 11   |        | Botiga                        | - |      |
| 12   |        | Botiga                        | - |      |
| 13   |        | Botiga                        | - |      |
| 14   |        | Barberia                      | - |      |
| 15   |        | Botiga                        | - |      |
| 16   |        | Botiga                        | - |      |
| 17   |        | Botiga                        | - |      |
| 18   |        | Botiga                        | - |      |
| 19   |        | Botiga                        | - |      |
| 20   | -      | Fullonica de L. Verani Hipseu | - |      |
| 21   | -      | Casa de L. Verani Hipseu      | Excavada entre el 1824 i el 1829, és una casa contigua a la fullonicahomònima. La casa té un atri ben conservat, amb columnes de tova al voltant de l'impuvium i restes de paviment de mosaic, aquest últim, especialment al tablinum, fet amb la tècnica de l'opus signinum. També hi ha traces visibles de l'arrebossat que formaven part de decoracions del tercer i quart estil pompeià, i part de l'escala que donava al pis superior. |      |
| 22   |        | Casa de la Font Gran          | El nom li ve de la presència al jardí d'una gran font, típica de l'època posterior a August, en forma de fornícula i decorada íntegrament amb mosaics i peces de vidre policromat.També hi ha un bronze que representa un amoret amb un dofí, còpia de l'original que es mostra al Museu Arqueològic de Nàpols. |      |
| 23   |        | Casa de la Font Petita        | Es remunta a la primera meitat del segle ii aC i s'estructura sobre l'eix de l'entrada, l'atri i el tablinum. Just al llarg de l'atri, amb impluvium, s'hi obren la major part de les habitacions. El peristil està decorat amb representacions de paisatges i edificis marítims. També presenta una font que serveix de nimfeu, decorada amb mosaics i escultures (del segle I dC).                                                        |      |
| 24   | -      | Entrada secundària (VI.8.23.) | - |      |

## Insula 9
| Pos. | Imatge | Nom                           | Descripció | Ref. |
| ---- | ------ | ----------------------------- | --- | ---- |
| 1    |        | Casa d'Isis i Io              | També anomenada Casa del Duc d'Aumale, va ser probablement una caupona, com ho demostra l'enorme quantitat de vaixella que s'hi va trobar i que es conserva al Museu Condé de París. A l'atri hi ha restes de l'impluvium i un bloc de travertí utilitzat com a base per a una caixa forta. Diverses parts de la casa van ser danyades per un bombardeig el 1943 i no hi ha decoracions pictòriques, ja que algunes van ser estat eliminades, com la que representa l'arribada d'Io a Canop. |      |
| 2    |        | Casa del Melèagre             | El nom li ve d'un fresc que representa Melèagre i Atalanta, situat a l'entrada de la casa. L'atri està pavimentat amb opus signinum, mentre que, cosa estranya a Pompeia, l'oecus és d'estil corinti, decorat amb columnes. |      |
| 3    |        | Casa del Centaure             | Anomenada també Casa d'A. Vetti Caprasi Fèlix, és fruit de la unió de dos habitatges, com ho demostra la presència d'un doble tablinum, peristil (que ha conservat gairebé intactes les columnes), atri i impluvium, on a sota s'ha trobat un paviment de mosaic pertanyent a la casa anterior. També hi ha traces visibles de decoracions a les parets, especialment frescos de formes geomètriques.                                                                                        |      |
| 4    | -      | Entrada secundària (VI.9.3.)  | - |      |
| 5    |        | Entrada secundària (VI.9.3.)  | - |      |
| 6    |        | Casa dels Dioscurs            | Va ser construïda a l'última fase de Pompeia i va ser explorada entre 1828 i 1829. L'edifici té un atri corinti amb dotze columnes de tuf. Les pintures són del quart estil pompeià, incloent-hi la dels dioscurs Càstor i Pol·lux. El peristil està finament decorat amb elements arquitectònics i natures mortes. |      |
| 7    |        | Casa del Cònsol Cetroni Eutic | Va ser excavada entre el 1826 i el 1837. S'estructura amb un atri amb impluvium central de tuf, una cuina on encara es veu la llar de foc i les restes d'un fresc que representa una serp a prop d'un larari, un jardí amb triclini i catorze habitacions, algunes de les quals conserven trossos d'arrebossat a la paret, de color vermell o blanc. |      |
| 8    | -      | Entrada secundària (VI.9.7.)  | - |      |
| 9    | -      | Entrada secundària (VI.9.6.)  | - |      |
| 10   | -      | Entrada secundària (VI.9.3.)  | - |      |
| 11   | -      | Entrada secundària (VI.9.3.)  | - |      |
| 12   | -      | Entrada secundària (VI.9.3.)  | - |      |
| 13   | -      | Entrada secundària (VI.9.2.)  | - |      |
| 14   | -      | Entrada secundària (VI.9.1.)  | - |      |

## Insula 10
| Pos. | Imatge | Nom                            | Descripció | Ref. |
| ---- | ------ | ------------------------------ | --- | ---- |
| 1    |        | Caupona                        | - |      |
| 2    |        | Casa dels Cinc Esquelets       | També anomenada Casa del Vaticini de Cassandra, presenta restes d'arrebossat vermell a la façana, mentre que a l'interior de l'atri hi ha un impluvium de marbre i un paviment d'opus signinum amb algunes tessel·les blanques. En un oecus es va trobar un fresc d'Hèlena i Paris i d'Ulisses i Penèlope, conservat al museu de Nàpols, on també es conserva el fresc de Perseu i Andròmeda.           |      |
| 3    |        | Caupona                        | - |      |
| 4    |        | Casa de Capràsia i Nimfi       | Fou explorada el 1828 i el 1831 i presenta una planta irregular. El triclini es va col·locar a la part posterior de la casa i s'hi entrava pel jardí, que probablement estava decorat amb testos de plantes. Hi són visibles les restes de l'escala que porta al pis superior i rastres del mosaic del paviment.                                                                                        |      |
| 5    |        | Botiga                         | - |      |
| 6    |        | Casa de Pomponi                | S'anomena així perquè, en el moment de l'excavació, a la façana es va trobar un fresc amb la inscripció Pomponius, propietari de la casa. A l'atri, a més de l'impluvium, també s'hi va trobar un pou i un molí d'oli, mentre que al jardí hi havia un pòrtic sostingut per quatre columnes. S'observen restes de frescos en un dormitori i en un oecus, així com peces de paviment de pedra de colors. |      |
| 7    |        | Casa de l'Àncora               | Pren el nom d'un mosaic que representa una àncora a la zona d'entrada. També és d'interès el jardí columnat amb fornícules en forma d'absis. |      |
| 8    |        | Entrada secundària (VI.10.11.) | - |      |
| 9    |        | Entrada secundària (VI.10.11.) | - |      |
| 10   | -      | Botiga                         | - |      |
| 11   | -      | Casa del Vaixell               | També anomenada Casa de Zèfir i Flora, originària del segle iii aC, es desenvolupa al voltant d'un pati central. Presenta un tablinum i un triclini, obtinguts reutilitzant l'espai ocupat anteriorment per un hort. Per tota la casa hi ha decoracions del quart estil pompeià, tot i que hi ha alguns exemples de pintura del primer estil.                                                           |      |
| 12   | -      | Botiga                         | - |      |
| 13   | -      | Botiga                         | - |      |
| 14   | -      | Casa sense nom                 | - |      |
| 15   | -      | Botiga                         | - |      |
| 16   |        | Entrada secundària (VI.10.7.)  | - |      |
| 17   |        | Entrada secundària (VI.10.6.)  | - |      |
| 18   |        | Entrada secundària (VI.10.4.)  | - |      |
| 19   | -      | Entrada secundària (VI.10.1.)  | - |      |

## Insula 11
| Pos. | Imatge | Nom                        | Descripció | Ref. |
| ---- | ------ | -------------------------- | --- | ---- |
| 1    | -      | Botiga                     | - |      |
| 2    | -      | Accés a la planta superior | - |      |
| 3    | -      | Casa sense nom             | - |      |
| 4    | -      | Casa sense nom             | - |      |
| 5    | -      | Jardí                      | - |      |
| 6    | -      | Botiga                     | - |      |
| 7    | -      | Casa amb botiga            | - |      |
| 8    | -      | Casa d'Eutic               | Va ser excavada el 1835 i havia conservat una part del pis superior, que després es va perdre, juntament amb altres habitacions, a causa d'un bombardeig el 1943. A l'interior es va trobar un esquelet i diverses joies d'or, mentre que a la cuina hi havia un larari i un edicle decorat a l'interior amb fulles i la representació d'un paó. |      |
| 9    | -      | Casa del Laberint          | Pren el nom d'un mosaic que representa la lluita al laberint entre Teseu i el Minotaure. És una construcció del període samnita que consta d'un doble atri i un peristil, a més d'una zona termal i una fleca amb tres pedres de molí. Cal destacar-ne l'oecus embellit amb un fresc i deu columnes.                                             |      |
| 10   | -      | Casa del Laberint          | - |      |
| 11   | -      | Accés a la planta superior | - |      |
| 12   | -      | Casa amb botiga            | - |      |
| 13   | -      | Casa sense nom             | - |      |
| 14   | -      | Casa amb botiga            | - |      |
| 15   | -      | Accés a la planta superior | - |      |
| 16   | -      | Prostíbul d'Afrodita       | - |      |
| 17   | -      | Casa sense nom             | - |      |
| 18   | -      | Accés a la planta superior | - |      |
| 19   | -      | Hospici                    | - |      |
| 20   | -      | Botiga                     | - |      |

## Insula 12
| Pos. | Imatge | Nom                           | Descripció | Ref. |
| ---- | ------ | ----------------------------- | --- | ---- |
| 1    |        | Botiga                        | També dona accés a la Casa del Faune. En un pilar extern es va trobar un escrit en llengua osca, que actualment s'ha perdut. |      |
| 2    |        | Casa del Faune                | Data del segle ii aC i es va engrandir al segle següent. S'anomena així per l'estàtua de bronze d'un faune que es va descobrir al bell mig de l'impluvium. Segurament és una de les residències més grans de Pompeia. Té dos jardins amb peristil i dos atris, i estava decorada amb frescos del primer estil pompeià i pavimentada amb mosaics, incloent-hi el de l'exedra, que representa la batalla entre Darios i Alexandre. |      |
| 3    |        | Botiga                        | - |      |
| 4    |        | Botiga                        | En el moment de l'excavació presentava grafits en un pilar extern. S'hi poden veure les restes d'una escala que donava al pis superior, sota la qual s'obre un petit buit sostingut per un arc, i una petita fornícula en una paret. |      |
| 5    |        | Entrada secundària (VI.12.2.) | - |      |
| 6    |        | Botiga                        | A la paret exterior s'han trobat grafits negres, mentre que a l'interior hi ha una fornícula i la boca d'una cisterna. |      |
| 7    | -      | Entrada secundària (VI.12.2.) | - |      |
| 8    | -      | Entrada secundària (VI.12.1.) | - |      |

## Insula 13
| Pos. | Imatge | Nom                               | Descripció | Ref. |
| ---- | ------ | --------------------------------- | --- | ---- |
| 1    | -      | Botiga                            | - |      |
| 2    | -      | Casa del Grup dels Vasos de Vidre | Va ser parcialment excavada el 1830, per acabar-se després el 1874. El 1943 hi van caure dues bombes durant la Segona Guerra Mundial que van provocar la destrucció de tres habitacions i la part sud-oest del peristil. Al jardí hi ha el triclinium d'estiu, l'únic que conserva restes de decoracions a les parets, amb el fresc que representa Medea i les filles de Pèlias, conservades al Museu Arqueològic de Nàpols. |      |
| 3    | -      | Botiga                            | - |      |
| 4    | -      | Accés a la planta superior        | - |      |
| 5    |        | Botiga                            | - |      |
| 6    |        | Casa de M. Terenci Eudox          | També coneguda com la Casa del Forn de Ferro, va ser explorada diverses vegades entre 1833 i 1873 i posteriorment danyada per un bombardeig durant la Segona Guerra Mundial. L'atri té les restes d'un impluvium de marbre, mentre que al jardí s'hi han mantingut intactes algunes columnes del peristil, que el propietari havia transformat en un taller tèxtil.                                                          |      |
| 7    |        | Botiga                            | - |      |
| 8    | -      | Entrada secundària (VI.13.6.)     | - |      |
| 9    | -      | Entrada secundària (VI.13.6.)     | - |      |
| 10   | -      | Casa de Claudi Eulog              | Excavada el 1874, és de dimensions modestes i té un atri amb impluvium, on originalment hi havia una taula de maçoneria que es va perdre després d'un bombardeig el 1943. |      |
| 11   | -      | Entrada secundària (VI.13.10.)    | - |      |
| 12   | -      | Entrada secundària (VI.13.19.)    | - |      |
| 13   | -      | Casa sense nom                    | - |      |
| 14   | -      | Botiga                            | - |      |
| 15   | -      | Botiga                            | - |      |
| 16   | -      | Casa de Gavi Pròcul               | Probablement també es va utilitzar com a caupona; de fet, el jardí era el lloc on es donava servei als hostes. A més de rastres d'inscripcions electorals a la façana, la casa no presenta decoracions particulars. N'és característica, a l'exterior, una torre d'aigua, de la qual surten sis canonades de mides diferents que mantenien el flux d'aigua constant.                                                         |      |
| 17   | -      | Thermopolium                      | - |      |
| 18   | -      | Entrada secundària (VI.13.13.)    | - |      |
| 19   | -      | Casa de Pompeu Axioc              | S'anomena així perquè a l'interior es va trobar un segell amb aquest nom. A la façana hi havia diversos grafits, mentre que a l'interior hi ha decoracions a les parets amb motius geomètrics en groc i vermell i restes de mosaic al paviment. Disposa de sis fornícules en un mur del jardí; en una es va trobar l'estàtua d'un noi.                                                                                       |      |
| 20   | -      | Entrada secundària (VI.13.2.)     | - |      |
| 21   | -      | Entrada secundària (VI.13.2.)     | - |      |

## Insula 14
| Pos. | Imatge | Nom                            | Descripció | Ref. |
| ---- | ------ | ------------------------------ | --- | ---- |
| 1    |        | Caupona                        | - |      |
| 2    |        | Casa amb botiga                | - |      |
| 3    |        | Botiga                         | - |      |
| 4    |        | Botiga                         | - |      |
| 5    |        | Casa d'Adelaida d'Anglaterra   | També anomenada Casa de Mart o Casa dels Cinc Cònsols, va ser excavada en diverses etapes entre 1839 i 1874. De mida modesta, la casa té un atri amb restes de l'impluvium de marbre, triclini i dormitoris. Presenta molt poques decoracions, excepte una fornícula a l'atri que originalment devia estar decorada amb estuc. |      |
| 6    |        | Botiga                         | - |      |
| 7    |        | Botiga                         | - |      |
| 8    |        | Casa amb botiga                | - |      |
| 9    | -      | Entrada secundària (VI.14.8.)  | - |      |
| 10   |        | Botiga                         | - |      |
| 11   |        | Botiga                         | - |      |
| 12   |        | Casa de L. Numisi Rar          | També anomenada Casa de la Muller Òpia, té un atri amb impluvium de tuf, envoltat d'habitacions i d'un triclini d'hivern, mentre que el jardí, amb un pòrtic sostingut per dues columnes, mancava de tablinum. |      |
| 13   | -      | Botiga                         | - |      |
| 14   |        | Botiga                         | - |      |
| 15   |        | Botiga                         | - |      |
| 16   |        | Caupona                        | - |      |
| 17   | -      | Botiga                         | - |      |
| 18   | -      | Botiga                         | - |      |
| 19   | -      | Botiga                         | - |      |
| 20   |        | Casa d'Orfeu                   | També anomenada Casa de Vesoni Prim, presenta inscripcions electorals a la façana, mentre que al passadís d'entrada hi havia decoracions del quart estil pompeià perdudes després d'un bombardeig durant la Segona Guerra Mundial. Al mateix lloc es va poder reproduir a partir dels motlles de cendra un gos agònic. A la casa hi ha frescos a les parets i mosaics utilitzats com a paviment.                                                         |      |
| 21   |        | Botiga                         | - |      |
| 22   |        | Fullonica de Marc Vesoni Prim  | - |      |
| 23   | -      | Accés a la planta superior     | - |      |
| 24   |        | Botiga                         | - |      |
| 25   |        | Casa sense nom                 | - |      |
| 26   |        | Botiga                         | - |      |
| 27   | -      | Casa de Memmi Aucte            | S'anomena així perquè s'hi va trobar un segell de bronze amb aquest nom. De mida modesta, estava dotada d'un atri amb cinc habitacions, on es van trobar algunes àmfores utilitzades per conservar-hi vi, una cuina i una habitació superior perduda. Entre les troballes en destaquen quatre bustos de marbre de filòsofs i diverses estatuetes de divinitats, tant de marbre com de bronze o terracota.                                                |      |
| 28   |        | Taverna Lusòria                | - |      |
| 29   |        | Accés a la planta superior     | - |      |
| 30   |        | Casa del Laocoont              | Es va explorar el 1876. El paviment del passadís d'entrada és d'opus signinum de pedres blanques, i l'atri és de tipus toscà. Hi ha un tablinum decorat i un petit jardí amb un larari que té un fresc al timpà que representa un ocell aquàtic i altres animals a la resta de la fornícula. Entre els frescos trobats a la casa, en destaca un que representa Polifem i Enees i un altre amb la mort de Laocoont i els seus fills, parcialment danyat.  |      |
| 31   |        | Estable                        | - |      |
| 32   |        | Forn de pa                     | - |      |
| 33   |        | Entrada secundària (VI.14.32.) | - |      |
| 34   |        | Casa sense nom                 | - |      |
| 35   |        | Entrada secundària (VI.14.36.) | - |      |
| 36   |        | Caupona de Salvi               | - |      |
| 37   | -      | Taller de fusteria             | - |      |
| 38   | -      | Casa de C. Popeu Firm          | Va ser excavada entre 1834 i 1874 i bombardejada el 1943, cosa que va provocar la destrucció de l'atri i d'algunes habitacions, així com la pèrdua de nombroses decoracions de les parets. El jardí té un pòrtic al costat sud recolzat per nou columnes. Els principals frescos trobats a la casa són Pindar i Corinna, i Teseu rebent el fil d'Ariadna.                                                                                                |      |
| 39   | -      | Casa de Lucre Gaudi            | Va ser explorada el 1876. La casa devia tenir una entrada amb portes de persiana i el paviment recurrent estava format per trossos irregulars de marbre i lava. L'atri tenia un impluvium amb un mosaic al centre que va ser destruït durant el bombardeig del 1943. També té un tablinum i un jardí amb exedra i les restes de dues escales que duien al pis superior.                                                                                  |      |
| 40   | -      | Casa sense nom                 | - |      |
| 41   | -      | Botiga                         | - |      |
| 42   | -      | Casa de l'Emperadriu de Rússia | Va ser descoberta el 1846 quan l'emperadriu de Rússia va visitar Pompeia. A l'interior es van trobar nombrosos objectes preciosos, estàtues i monedes, així com frescos ben conservats, que es van arrencar per conservar-los al Museu Arqueològic Nacional de Nàpols, com el d'una dona que pinta, trobat en un dormitori, i el de dues dones conversant, que es va trobar prop del tablinum.                                                           |      |
| 43   | -      | Casa dels Científics           | A la façana hi havia una representació de Mercuri, mentre que l'atri intern es caracteritza per un impluvium amb les restes d'una font de maçoneria. En diverses sales es poden trobar rastres de decoració a les parets i al paviment, en aquest cas en forma de mosaic, mentre que al jardí, a més de conservar part de la columnata, es va trobar una font decorada amb mosaic on, al centre, sobre un pedestal, es va col·locar una estàtua de Mart. |      |
| 44   | -      | Popina                         | - |      |

## Insula 15
| Pos. | Imatge | Nom                            | Descripció | Ref. |
| ---- | ------ | ------------------------------ | --- | ---- |
| 1    | -      | Casa dels Vetis                | Va ser batejada així per la família a la qual pertanyia, els Vetis, o Vettii, com ho demostren diverses inscripcions electorals i segells. La casa, centrada al voltant del peristil, fou restaurada al segle i. A l'entrada hi ha el fresc de Príap i el larari, mentre que a la cuina s'hi van trobar tot d'olles. La major part de la casa presenta frescos del quart estil pompeià, amb plafons de colors amb el característic vermell pompeià.                    |      |
| 2    | -      | Casa d'Apuleia i Narcís        | S'anomena així perquè a la façana principal es va trobar un grafit amb aquests dos noms. Excavada el 1895, és de mida modesta i supera lleugerament els 300 m2. A l'interior hi ha l'atri, el tablinum, un petit pati i sis habitacions. Les decoracions pictòriques són dels estils pompeians segon, tercer i quart. |      |
| 3    | -      | Fullonica de Musti             | Excavada el 1896, se'n diu així per les inscripcions electorals trobades a l'exterior. A la cuina es van trobar rajoles de terracota decorades amb alts relleus, com ara Cupido tirat per cavalls i dues figures masculines. |      |
| 4    | -      | Accés a la planta superior     | - |      |
| 5    | -      | Casa de M. Pupi Ruf            | Té una entrada caracteritzada per un arquitrau sostingut per grans blocs de tuf, mentre que a l'interior l'atri és del tipus toscà. El tablinum també s'utilitzava com a triclini i el jardí tenia dues fileres de columnes, algunes de les quals encara conserva l'arrebossat. En diverses habitacions hi ha rastres de decoracions pictòriques en tots quatre estils pompeians i restes de mosaic al paviment, com el que hi ha al tablinum.                         |      |
| 6    | -      | Casa de A. Cesi Valent         | També anomenada Casa de la Llar de Foc de Ferro, es va explorar el 1895. Tant l'atri com les columnes que recolzaven el compluvium es van trobar sense cap decoració, mentre que en altres habitacions es conserven tant pintures com el terra d'opus signinum, fet amb marbres de colors. Hi ha frescos visibles al triclinium, com el dels amorets, Venus i Adonis, i un dibuix arquitectònic coronat per un gerro i un griu.                                        |      |
| 7    | -      | Entrada secundària (VI.15.8)   | - |      |
| 8    | -      | Casa del Príncep de Nàpols     | A l'interior hi ha una sèrie d'arrebossats ben conservats. A l'atri, a més d'una taula de marbre amb els peus decorats, les parets estan pintades de vermell amb dibuixos d'animals, com cignes i paons. El tablinum i un oecus estan pintats amb motius arquitectònics i animals sobre un fons blanc. Al triclinium hi ha figures de mida natural que representen Bacus i Venus. Al jardí hi ha un larari amb quatre columnes estucades a la façana.                  |      |
| 9    | -      | Casa del Compluvium            | També anomenada Casa del Doble Impluvium, té la característica de tenir un atri amb columnes que suporten un pis superior al qual s'accedeix a través d'una escala. En algunes habitacions de la casa hi ha restes visibles de decoracions a les parets, tant d'estucs com de pintures. |      |
| 10   | -      | Botiga                         | - |      |
| 11   | -      | Botiga                         | En una paret hi havia pintat un larari, actualment perdut, amb la representació d'un Geni, serps, un pernil, un cap de porc i embotits. |      |
| 12   | -      | Casa de Vedi Vestal            | Va ser excavada el 1896 i fou batejada així pel nom descobert en una àmfora. De poc més de 150 m², té atri, una habitació àmplia, probablement un triclini, i sis dormitoris. No té decoracions. |      |
| 13   | -      | Entrada secundària (VI.15.14)  | - |      |
| 14   | -      | Casa de la Matrona Desconeguda | S'anomena així a causa del descobriment dins un dormitori, al centre del paviment, d'un mosaic que representa una jove matrona de cabells ondulats i arracades de perles. La casa té un llarg passadís d'entrada, originalment pintat de groc, i un atri amb impluvium originalment pavimentat amb peces de marbre de colors. Hi ha nou habitacions, algunes de les quals encara conserven traces residuals de pintura del quart estil pompeià.                        |      |
| 15   | -      | Thermopolium                   | A les parets, encara hi ha decoracions de color vermell i blanc, amb gerros i ocells al centre dels plafons. El taulell està cobert de trossos de marbre i a l'interior hi ha tres dolia. |      |
| 16   |        | Caupona                        | El taulell, cobert de fragments de marbre i de pissarra, contenia quatre recipients de terracota, dels quals només n'ha sobreviscut un. A la part posterior hi ha diverses habitacions sense decoració, on només s'han trobat uns grafits. |      |
| 17   | -      | Accés a la planta superior     | - |      |
| 18   | -      | Estable                        | Probablement també podria ser un dormitori i tenia, a la paret del darrere, dins una fornícula, un larari amb una figura vestida de blau estesa en un llit de triclini al mig i les parets decorades amb fulles vermelles i codonys. Al costat, una altra petita fornícula devia contenir una llàntia. |      |
| 19   | -      | Accés a la planta superior     | - |      |
| 20   | -      | Casa d'Estlabori Aucte         | Va ser excavada el 1897 i originalment, a tocar de l'entrada, tenia un seient de maçoneria. Internament consta d'un pati central al voltant del qual s'obrien les diverses habitacions, com la cuina amb llar de foc i el triclini, que tenia parets de color vermell, recobert, uns quants anys abans de l'erupció, amb calç, de la mateixa manera que les altres habitacions tenien les parets recobertes d'un arrebossat bast.                                      |      |
| 21   | -      | Casa amb botiga                | Excavada el 1897, presenta un passadís d'entrada amb arrebossat bast. L'atri amb impluvium té, al centre, un doli enterrat fins a la boca. També hi ha una cuina amb latrina. |      |
| 22   | -      | Casa de Cinni Fortunat         | Va ser explorada el 1896 i se'n diu així pel descobriment d'una àmfora que porta aquest nom. La casa de dos pisos tenia parets simplement cobertes de guix sense cap mena de decoració. A l'interior s'hi van trobar dos esquelets. |      |
| 23   | -      | Casa sense nom                 | Explorada el 1896, té una superfície de 430 m² i està dividida en onze habitacions. El peristil tenia onze columnes cobertes d'un arrebossat bast que es distribuïen als quatre costats i de les quals només resten les bases. Hi ha restes de pintura, en particular al larari, que en el moment de l'excavació estaven perfectament conservades, amb dues serps a la base i diverses decoracions florals i d'ocells. S'hi va trobar un segell i nombrosos esquelets. |      |
| 24   | -      | Entrada secundària (VI.15.5)   | - |      |
| 25   | -      | Entrada secundària (VI.15.5)   | - |      |
| 26   | -      | Entrada secundària (VI.15.2)   | - |      |
| 27   |        | Entrada secundària (VI.15.1)   | - |      |

## Insula 16
| Pos. | Imatge | Nom                             | Descripció | Ref. |
| ---- | ------ | ------------------------------- | --- | ---- |
| 1    |        | Caupona                         | Identificació incerta. Hi ha poques restes d'arrebossat i es connectava al thermopolium proper a través d'una porta. |      |
| 2    |        | Thermopolium                    | Es caracteritza per un taulell, amb dos o tres compartiments per contenir el menjar i originalment pintat amb estuc vermell i recobert de trossos de marbre. La botiga també tenia una llar de foc, les restes de la qual són visibles, i una habitació a la part posterior. |      |
| 3    |        | Fullonica de Mani Salari Croc   | Conserva dues grans tines de maçoneria on es feia la bugada, fetes de maons, i restes d'una pica circular. |      |
| 4    | -      | Entrada secundària (VI.16.3.)   | - |      |
| 5    |        | Botiga                          | La part que dona al carrer estava sense decoració, mentre que la sala del darrere, que també tenia una escala al pis superior, conserva escasses restes de frescos, originàriament amb formes geomètriques de diversos colors. |      |
| 6    |        | Fullonica                       | Hi ha restes de tines per al processament dels teixits. Les decoracions es feien exclusivament a la part inferior de les parets, mentre que la part alta es pintava simplement de color blanc. |      |
| 7    |        | Casa dels Amorets Daurats       | Va ser construïda al segle iii aC i es va engrandir el segle i aC, i pertanyia al cònsol Popeu Hàbit. Es diu així perquè es va trobar una fulla d'or sobre la qual es van dibuixar uns amorets. La casa es desenvolupa al voltant del peristil amb jardí, decorat amb estàtues de marbre i frescos que representen déus egipcis. Hi destaca la sala d'estar, amb decoracions del tercer estil pompeià i paviment de mosaic.                                                                                |      |
| 8    |        | Botiga                          | Composta per tres habitacions, en una hi ha les restes d'una escala que donava al pis superior, prop de la qual es van trobar nombroses àmfores. Aquí hi ha també la boca d'una cisterna. |      |
| 9    |        | Botiga                          | Es conserven restes d'una porta tapiada que duia a una habitació on hi havia una escala cap al pis superior. |      |
| 10   |        | Casa d'Erast                    | A la part de davant s'utilitzava com a magatzem, mentre que la part de darrere es feia servir d'habitatge. El magatzem tenia parets blanques i paviment de terra batuda, mentre que la casa tenia el terra d'opus signinum i les parets blanques, de vegades decorades amb bandes vermelles i petits dibuixos. |      |
| 11   |        | Botiga                          | També s'utilitzava com a habitatge. Tenia un pis superior, com ho demostren les restes d'una escala. En el moment de l'excavació s'hi va trobar un larari amb un fresc blanc i vermell amb garlandes, algunes habitacions amb el terra d'opus signinum i diverses decoracions a les parets, amb plafons molt grans guarnits amb representacions d'ocells i frisos. |      |
| 12   |        | Thermopolium                    | Dividit en diferents sales, té una latrina, així com restes d'una escala per accedir al pis superior. Durant les primeres exploracions s'hi va trobar un larari amb un fresc amb representacions d'elements naturals i dues serps amb cresta vermella i barba, i diversos objectes de terracota. |      |
| 13   |        | Botiga                          | A més de l'espai comercial, hi ha tres petites habitacions, originalment pavimentades en opus signinum i amb parets amb frescos, dels quals només queden algunes restes d'un plafó blanc i vermell. |      |
| 14   |        | Accés a la planta superior      | - |      |
| 15   |        | Casa de l'Ara Màxima            | També anomenada Casa del Narcís, va ser construïda al segle iii aC o abans i tot. Conté nombroses decoracions pictòriques i en el moment de l'excavació s'hi va trobar un gran nombre d'instruments de bronze, així com una taula adornada a la base amb una esfinx egípcia. |      |
| 16   |        | Accés a la planta superior      | - |      |
| 17   |        | Entrada secundària (VI.16.15.)  | - |      |
| 18   |        | Botiga                          | També utilitzada com a habitatge, no té elements decoratius. A més d'una latrina i les restes d'una llar de foc, s'hi va trobar un gran bloc de pedra calcària, utilitzat com a primer esglaó d'una escala de fusta. |      |
| 19   |        | Entrada secundària (VI.16.26.)  | - |      |
| 20   |        | Magatzem de raïm                | Tenia un paviment d'opus signinum, mentre que les decoracions de les parets, vagament conservades, es caracteritzaven per un sòcol vermell, una zona central blanca i una part superior d'estuc blanc. S'hi conserva una fornícula, prop de la qual hi ha representades dues serps grogues. |      |
| 21   |        | Magatzem de raïm                | - |      |
| 22   | -      | Magatzem de raïm                | - |      |
| 23   |        | Magatzem de raïm                | En el moment de l'excavació es van trobar diverses inscripcions electorals a les parets externes, actualment perdudes. |      |
| 24   | -      | Magatzem de raïm                | - |      |
| 25   | -      | Botiga                          | S'hi poden observar les restes d'una escala que accedia al pis superior, i una petita habitació a la part posterior. |      |
| 26   | -      | Casa de l'Altar de Júpiter      | Excavada el 1904, té una superfície de més de 500 m². Té dos atris i una columnata als tres costats del peristil, mentre que el quart costat es caracteritza per semicolumnes i restes de decoracions pictòriques del primer i quart estil pompeià en les diverses sales. Al centre del jardí s'han trobat una sèrie de dolia. |      |
| 27   | -      | Entrada secundària (VI.16.26.)  | - |      |
| 28   | -      | Casa de Coponi                  | També anomenada Casa de la Caça dels Bous, fou excavada el 1904. Té un atri amb impluvium recobert de guix i trossos de marbre, un tablinum que encara conserva les decoracions de les parets amb plafons al centre dels quals hi ha frescos amb figures diverses (com un home nu tocant un instrument de vent o dibuixos arquitectònics), i sales diferents amb traces de frescos. També s'hi van trobar gots de vidre i una estàtua de terracota de Venus.                                               |      |
| 29   | -      | Casa de C. Veti Firm            | S'anomena així perquè a prop de l'entrada es va trobar un grafit amb aquest nom. El passadís d'entrada estava decorat amb un sòcol negre, mentre que la part superior ho estava amb lloses de fals marbre blanc. L'atri no té impluvium. En algunes de les nou habitacions que formen la casa s'han conservat restes de pintura del quart estil pompeià. Entre les principals troballes hi ha un esquelet, dues monedes de bronze i una llàntia.                                                           |      |
| 30   | -      | Botiga                          | A l'interior es va trobar la part superior d'un altar de marbre vermell (la ubicació original del qual es desconeix) i dos munts de calç, que encara mostren els signes de les estores que els contenien. |      |
| 31   | -      | Casa amb botiga                 | Explorada el 1905, es divideix en cinc sales amb terra d'opus signinum i frescos del primer i quart estil pompeià. S'hi pot veure la pintura d'un paisatge de muntanya, un paisatge amb un arbre sagrat i un temple, i un altre fresc ben conservat però amb una interpretació incerta. S'hi han trobat un gran nombre d'objectes de terracota. |      |
| 32   | -      | Casa de L. Aurunculeu Secund    | Va ser explorada el 1904. Té un atri amb restes d'implivium i dues fornícules utilitzades com a larari, i cinc habitacions amb decoracions del quart estil pompeià a les parets. Entre els frescos principals hi ha el de dues dones que s'apropen a un altar dedicat a Príap, el de Polifem assegut en un penya-segat, i diverses representacions de fruites i aus. A més, a la sala es van trobar nombrosos objectes de vidre, cristall, plom, ferro i marbre.                                           |      |
| 33   | -      | Taverna de L. Aurunculeu Secund | Té un paviment d'opus signinum, mentre que les parets, d'estuc blanc i dividides per línies grogues, presenten un ocell al centre. El taulell, de maçoneria, estava decorat a la zona central amb la representació d'un fal·lus erecte, del qual romanen poques traces. |      |
| 34   | -      | Botiga                          | El paviment es d'opus signinum, mentre que les pintures murals, de les quals només en queden alguns trams, eren plafons dividits per línies vermelles, amb la representació central d'una planta amb una tija molt alta. Dos graons donaven accés a una escala de fusta. |      |
| 35   | -      | Casa sense nom                  | Excavada el 1904, conserva restes del terra d'opus signinum amb insercions de marbre, un atri amb un impluvium amb les vores altes, i una decoració a les parets del quart estil pompeià. |      |
| 36   | -      | Casa de Q. Popeu Sabí           | Té un llarg passadís d'entrada (al final del qual es va trobar una campana de ferro), que condueix directament al peristil, que conserva traces de columnes en tres dels costats. Al voltant del peristil hi ha les cinc habitacions de la casa, amb restes de pintura del tercer i quart estil pompeià i paviment de mosaic. N'és característic el larari, amb una fornícula amb grans columnes. |      |
| 37   | -      | Botiga                          | - |      |
| 38   | -      | Entrada secundària (VI.16.7)    | - |      |
| 39   | -      | Accés a la planta superior      | - |      |
| 40   | -      | Thermopolium                    | Dividit en diferents habitacions, algunes estaven destinades als clients, mentre que les altres eren les que utilitzava el propietari. S'hi pot veure una latrina, un forn de maçoneria i un larari, que en el moment de l'excavació encara estava pintat de vermell i groc, amb ous, pinyes i flors, així com el taulell amb revestiment de marbre. També s'hi va trobar una llàntia en la qual es representen Isis, Harpòcrates i Anubis, conservats actualment al Museu Arqueològic Nacional de Nàpols. |      |

## Insula 17
| Pos. | Imatge | Nom                            | Descripció | Ref. |
| ---- | ------ | ------------------------------ | --- | ---- |
| 1    | -      | Hospici d'Albí                 | - |      |
| 2    | -      | Thermopolium                   | - |      |
| 3    | -      | Entrada secundària (VI.17.4.)  | - |      |
| 4    | -      | Thermopolium                   | - |      |
| 5    | -      | Casa de Popidi Ruf             | Es tracta d'una casa petita, de menys de 100 m², amb només tres habitacions. Va ser excavada el 1804. Es van trobar inscripcions electorals a la façana principal, mentre que a l'interior, de planta irregular, presenta un atri amb restes d'impluvium. |      |
| 6    | -      | Botiga                         | - |      |
| 7    | -      | Botiga                         | - |      |
| 8    | -      | Botiga                         | - |      |
| 9    | -      | Entrada secundària (VI.17.10.) | - |      |
| 10   | -      | Casa de les Ballarines         | Es va explorar el 1764. S'hi entra a través de tres esglaons i s'accedeix directament a l'atri, després al tablinum i finalment al jardí i a les tretze habitacions. La casa està en ruïnes i a l'interior s'hi van trobar alguns frescos ben conservats, exposats posteriorment al Museu Arqueològic Nacional de Nàpols, com l'alliberament d'Andròmeda i Hèrcules que allibera Hesíone.    |      |
| 11   | -      | Identificació no segura        | - |      |
| 12   | -      | Accés a la planta superior     | - |      |
| 13   | -      | Casa de C. Nivil·li            | També anomenada Casa del Tres Pisos, va ser excavada el 1763. Fa una mica menys de 500 m² d'ample. Té el típic atri amb impluvium, envoltat de tres habitacions i tablinum. No hi ha rastres de decoració. |      |
| 14   | -      | Identificació no segura        | - |      |
| 15   | -      | Botiga                         | - |      |
| 16   | -      | Casa de C. Ceius               | Té la característica de presentar un doble atri: el primer està envoltat de sis habitacions, el segon de cinc. La cuina de la casa té encara la llar de foc visible, així com l'accés al celler i un tablinum. No hi ha rastres de decoració. |      |
| 17   | -      | Entrada secundària (VI.17.16.) | - |      |
| 18   | -      | Botiga                         | - |      |
| 19   | -      | Botiga                         | - |      |
| 20   | -      | Botiga                         | - |      |
| 21   | -      | Botiga                         | - |      |
| 22   | -      | Botiga                         | - |      |
| 23   | -      | Accés a la planta superior     | - |      |
| 24   | -      | Botiga                         | - |      |
| 25   | -      | Casa del Lleó                  | Va ser explorada el 1771, però després del bombardeig del 1943 va quedar gairebé completament destruïda. Té un gran vestíbul d'entrada, i a la part nord del mur de l'atri hi ha tres fornícules. A l'interior es van trobar alguns frescos, que es van arrencar per ser conservats al Museu Arqueològic de Nàpols, com la representació d'una ciutat i una escena de barques amb pescadors. |      |
| 26   | -      | Botiga                         | - |      |
| 27   | -      | Casa dels Cadàvers de Guix     | Va ser descoberta el 1750, i actualment és la seu de la direcció de les excavacions arqueològiques de Pompeia. De planta irregular, tenia atri, tablinum i un peristil amb columnes en dos dels costats. L'única decoració que hi queda és una part del mosaic de l'atri. |      |
| 28   | -      | Identificació no segura        | - |      |
| 29   | -      | Identificació no segura        | - |      |
| 30   | -      | Entrada secundària (VI.17.27.) | - |      |
| 31   | -      | Casa amb botiga                | - |      |
| 32   | -      | Casa de Diana II               | Va ser explorada el 1760 i es troba en mal estat. L'entrada, caracteritzada per tres esglaons, conserva encara traces de l'estuc emprat per decorar la façana, mentre que a l'interior té una planta irregular, amb atri, jardí, al centre del qual hi havia probablement una font, i catorze habitacions. No hi ha rastres de decoració.                                                    |      |
| 33   | -      | Estable                        | - |      |
| 34   | -      | Botiga                         | - |      |
| 35   | -      | Celler                         | - |      |
| 36   | -      | Entrada secundària (VI.17.32.) | - |      |
| 37   | -      | Accés a la via Consular        | - |      |
| 38   | -      | Botiga                         | - |      |
| 39   | -      | Identificació no segura        | - |      |
| 40   | -      | Identificació no segura        | - |      |
| 41   | -      | Casa de la Biblioteca          | Va ser explorada el 1759 i cap el 1970, i després va ser restaurada el 1974. S'anomena així perquè a l'interior s'hi va trobar una possible biblioteca privada. La casa presenta nombrosos frescos del tercer i quart estil pompeià, alguns dels quals estan molt ben conservats, com ara dissenys arquitectòniques, màscares i figures humanes, així com traces del mosaic del paviment.    |      |
| 42   | -      | Casa del Braçalet d'Or         | També anomenada Casa de les Noces d'Alexandre, s'hi va trobar una gran quantitat de frescos, parcialment arrencats del lloc original. L'atri amb impluvium té restes del mosaic del paviment, mentre que les habitacions que s'obren al voltant tenen restes de decoracions. Una escala porta al pis inferior, on es troben el triclini i el jardí.                                          |      |
| 43   | -      | Accés a la cantina             | - |      |
| 44   | -      | Accés a la planta superior     | - |      |

## Fora de la muralla
| Pos. | Imatge | Nom             | Descripció | Ref. |
| ---- | ------ | --------------- | --- | ---- |
| -    |        | Castellum Aquae | Tenia la funció de subministrar aigua a la xarxa hidràulica de la ciutat. L'aigua arribava a l'interior de l'estructura mitjançant l'aqüeducte de Serina i posteriorment, a través de tres conductes, regulats per un sistema de comportes, repartia l'aigua a totes les zones de la ciutat. |      |